# Omer Beaugendre
Léon Omer Beaugendre (9 de setembro de 1883 — 20 de abril de 1954) foi um ciclista francês que competiu nos Jogos Olímpicos de Verão de 1900 e no Tour de France 1910. Venceu Paris-Tours em 1908. Foi o irmão dos ciclistas François Beaugendre e Joseph Beaugendre.